# Château de Guiry
Le château de Guiry est situé sur la commune de Guiry-en-Vexin, dans le Val-d'Oise.

## Historique
Le château est édifié à partir de 1665 pour le marquis André de Guiry selon les plans dessinés par François Mansart, en récupérant les soubassements d’un premier édifice du XVIe siècle détruit par le feu. L'architecte et le commanditaire meurent en 1666, mais les travaux sont toutefois achevés par le neveu Jules Hardouin-Mansart. Cas rare dans l'histoire, le domaine reste dans la même famille depuis treize siècles, soit aussi loin que remontent les premières traces écrites qui en font mention.
Après avoir été inscrit monuments historiques par arrêté du 11 juillet 1942 avec son parc, le château, l'avenue, la cour d'honneur, les communs, le verger et de différents éléments du parc sont classés par arrêté du 14 mars 1944 ; puis deux parcelles constitutives de l'avenue du château sont classées par arrêté du 10 décembre 2001. En conséquence, le parc reste simplement inscrit, et le château avec tout le reste du domaine est classé.

## Description
De style classique, le château comporte un étage et une mansarde. Très sobre, il se distingue par l'harmonie des proportions et des rapports de masses, et de la rigueur géométrique de son plan. Le rez-de-chaussée repose sur un haut soubassement, comportant des oculi pour éclairer la cave. La façade sur la cour d'honneur s'organise sur sept travées, dont la première et la dernière correspondent à des avant-corps en légère saillie, et les trois au centre sont surmontées d'un fronton en arc de cercle. Le bas-relief qui l'orne n'est sculpté qu'au XIXe siècle et représente les armes de la famille de Guiry, d'argent à trois quintefeuilles de sable. Les deux statues sur les trumeaux entre les trois fenêtres symbolisent deux des quatre Vertus cardinales, la Justice et la Force. La façade sur le jardin est presque identique, sauf qu'elle ne comporte pas de fronton. Toutes les fenêtres sont rectangulaires. La porte au milieu du rez-de-chaussée est flanquée de deux pilastres simplifiés et surmontée d'un entablement ébauché. Les lucarnes sont pourvues de petits frontons triangulaires sommés d'une boule, et les impostes sont marquées par des larmiers. Les cheminées sont traitées avec grand soin, et chaque face se termine par un petit fronton en arc de cercle,.

## Quelques vues du château

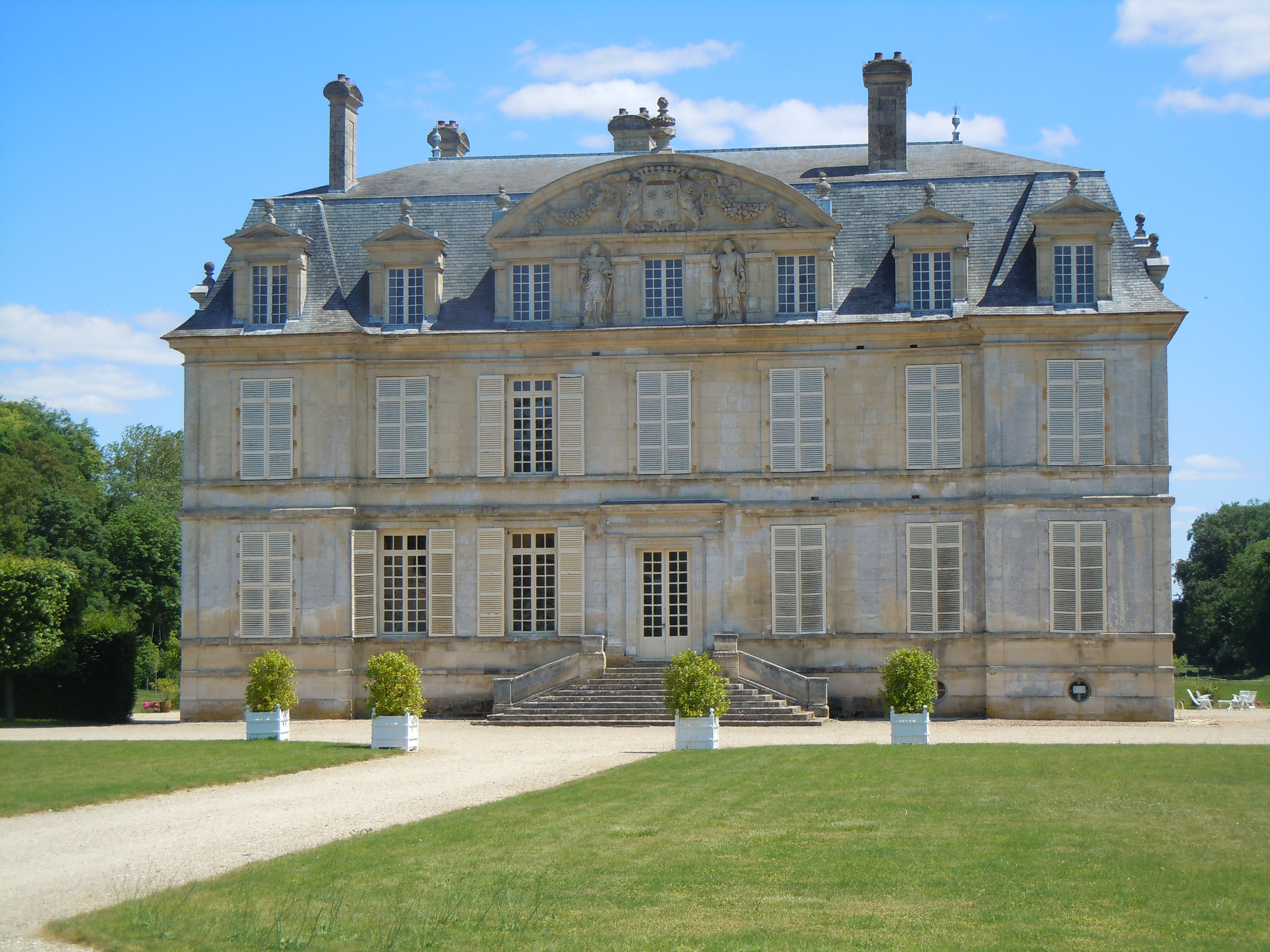
Façade du chateau
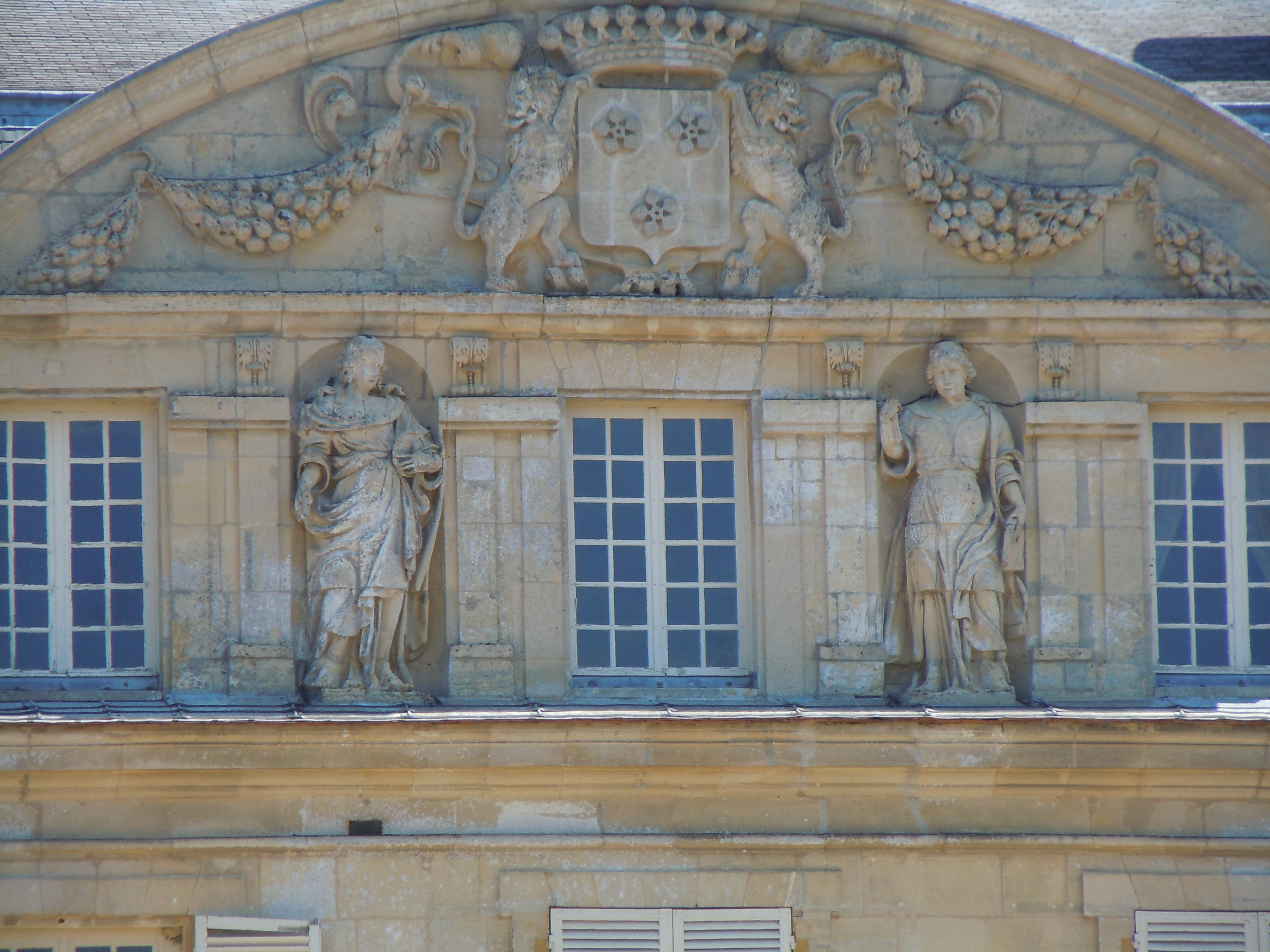
Vue du fronton avec les statues de la Justice et la Force et le blason de Guiry.